# Mulatt

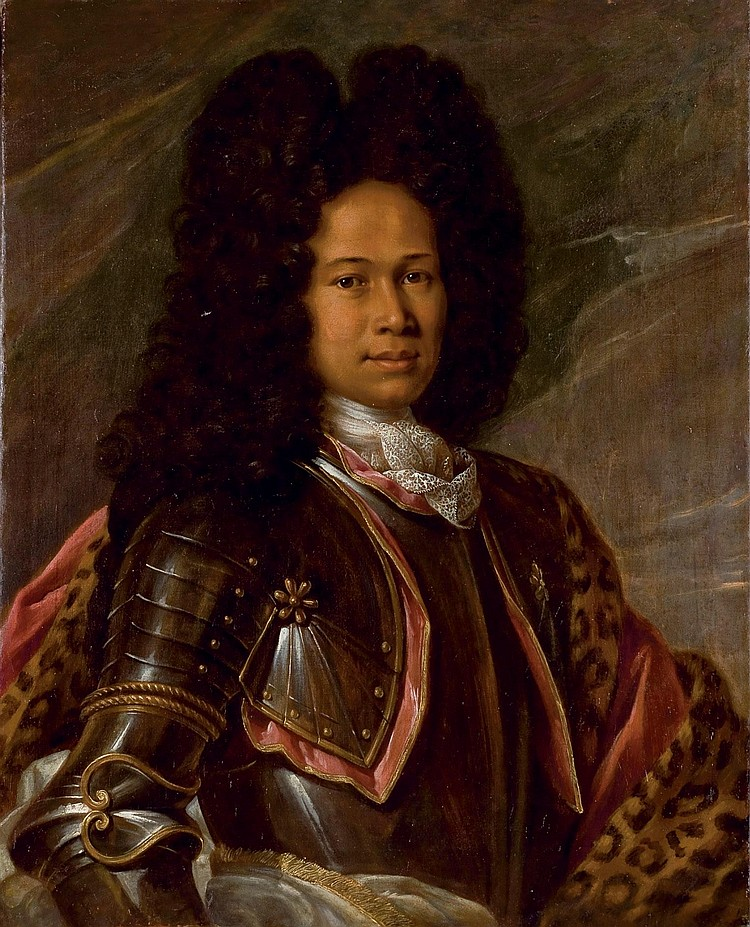
Porträtt av en mulatt i rustning, oljemålning av François de Troy eller kretsen kring denne.

Mulatt är en beteckning på barn i ett blandäktenskap mellan en vit man och en svart kvinna eller vice versa. Numera avses mer allmänt personer av blandat afrikanskt och europeiskt ursprung. På Haiti kallas människor av indianskt ursprung för mulatter. Beteckningen kan enligt Svensk ordbok uppfattas nedsättande.
Personer i Sydafrika med motsvarande ursprung benämns lokalt Coloured (färgade).
I äldre tid, särskilt i Amerika, användes avancerade indelningar av personer med blandad härkomst: sambo, terzeroner, kvarteroner med flera.